# Ghiacciaio Frachat
Il ghiacciaio Frachat è un ghiacciaio situato nell'entroterra della costa nord-occidentale dell'isola Alessandro I, al largo della costa della Terra di Palmer, in Antartide. Il ghiacciaio, il cui punto più alto si trova a oltre 1600 m s.l.m., fluisce verso sud-ovest a partire dal versante sud-occidentale dei monti Rouen, scorrendo fino a entrare nel varco Russo, un avvallamento presente tra i monti Rouen e i monti Havre, e unire poi il proprio flusso a quello del ghiacciaio Palestrina, poco a nord rispetto al punto in cui il flusso del ghiacciaio Rosselin confluisce nello stesso ghiacciaio.

## Storia
Il ghiacciaio Frachat è stato oggetto di una ricognizione aerea effettuata nel 1975-76 dal  British Antarctic Survey (BAS) ed è stato così battezzato nel 1980 dal Comitato britannico per i toponimi antartici in onore di M. Frachat, ingegnere meccanico motorista a bordo della nave on Pourquoi Pas?, facente parte della seconda spedizione Charcot, una delle prime spedizioni a portare veicoli motorizzati in Antartide, effettuata nel 1908-10.